# Douar (village)
Douar (arabe : دوار ) est un village libanais situé dans le caza du Metn au Mont-Liban au Liban. La population est presque exclusivement chrétienne.